# Tandanus bostocki
Tandanus bostocki és una espècie de peix de la família dels plotòsids i de l'ordre dels siluriformes.

## Morfologia
- Els mascles poden assolir 50 cm de longitud total.[1][2]

## Hàbitat
És un peix d'aigua dolça, bentònic i de clima temperat.

## Distribució geogràfica
És un endemisme d'Austràlia.